# Liśnica (Fluss)
Die Liśnica [liɕˈɲit͡sa] (deutscher Name Leitznitz) ist ein kleiner Fluss in Polen, der den westlichen Kreis Białogard (Belgard) in der Woiwodschaft Westpommern durchfließt.
Die Liśnica entspringt südlich von Nosibądy (Naseband) im Kreis Szczecinek (Neustettin) in der Dramburger Seenplatte (polnisch: Pojezierze Drawskie). 

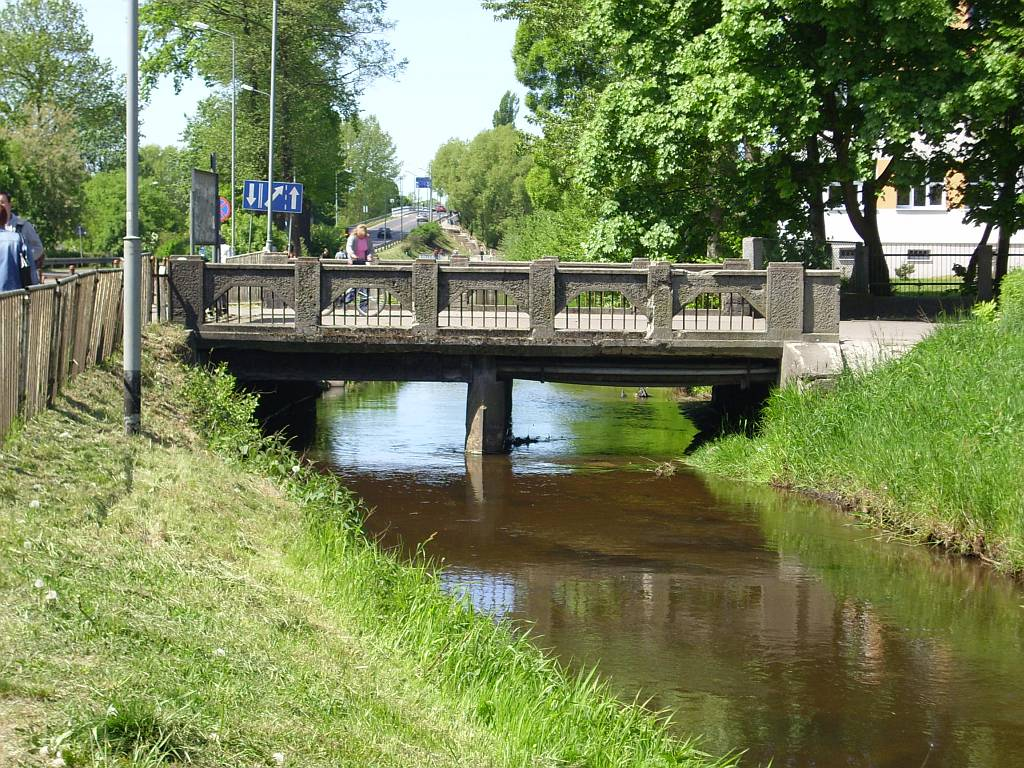
Brücke über die Liśnica in Białogard

Auf seiner Strecke von 32 Kilometern passiert der Fluss die Orte Kikowo (Kieckow), Krosinko (Klein Krössin), Borzysław (Burzlaff), Podborsko (Kiefheide), Modrolas (Mandelatz), Dobrowo (Klein-/Groß Dubberow) und Żytelkowo (Siedkow), bevor er in der Kreisstadt Białogard (Belgard) wenige Meter nach der  Mogilica (Muglitz) ebenfalls in die Persante (Parsęta) einfließt. (Die ehemals deutschen Einwohner nannten ihre Stadt auch „Dreiflüssestadt“.)
Ein Zufluss zur Liśnica stellt die Leszczynka (Hasselbach) dar, die nahe Borzysław einfließt. 
In der Zeit vor 1945 versorgte die Leitznitz zahlreiche Mühlen mit Wasserkraft. Ab Borzysław ist die Liśnica heute eine geeignete Strecke für den Kanusport.